# Lederer Haufen in Mitterkirchen

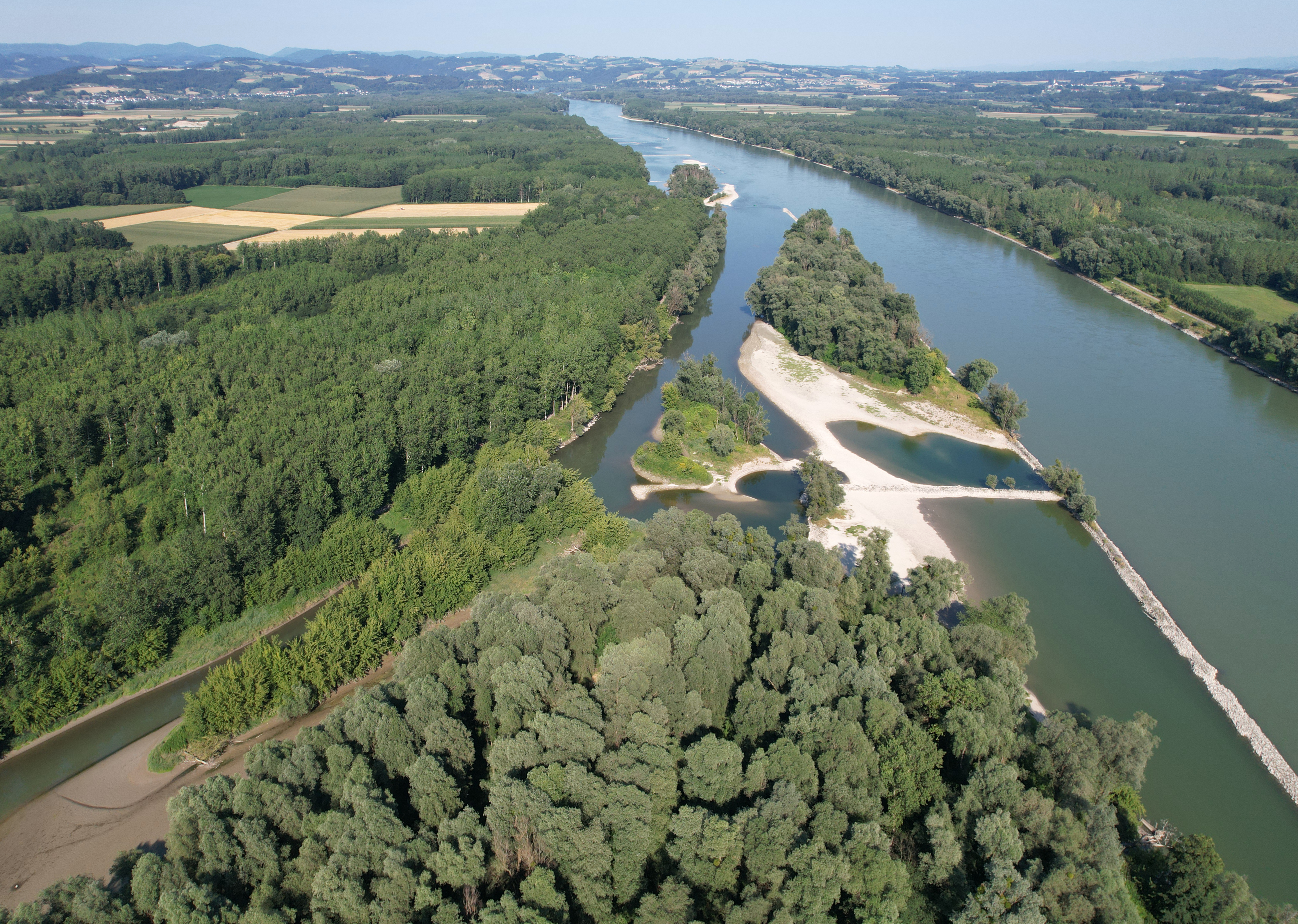
Lederer Haufen

Der Lederer Haufen in Mitterkirchen ist ein Naturdenkmal in der Marktgemeinde Mitterkirchen im Machland in Oberösterreich.

## Lage
Der Lederer Haufen liegt im Gemeindegebiet der Marktgemeinde Mitterkirchen im Machland in Oberösterreich. Er befindet sich am linken Donauufer im Bereich von Stromkilometer 2091,8 bis 2091,1 und hat eine Fläche von 28,6 Hektar. 

## Beschreibung
Der Lederer Haufen wird im Naturschutzbuch des Landes Oberösterreich unter der Nummer nd471 geführt. Beschreibung im Naturschutzbuch:

„Inselbildungen und Auwälder; Es handelt sich hier um weitgehend unbeeinflußte, prägende Elemente; Die Inselflächen werden am linken Ufer von Auwäldern begleitet.“